# Acroceratitis separata
Acroceratitis separata är en tvåvingeart som först beskrevs av Mario Bezzi 1913.  Acroceratitis separata ingår i släktet Acroceratitis och familjen borrflugor. Inga underarter finns listade i Catalogue of Life.